# Lucas Silveira
Lucas Cesar Lima Silveira (Fortaleza, 1 de dezembro de 1983) é um cantor, compositor e músico brasileiro. Em 1999 ajudou a fundar a banda Fresno, da qual é vocalista até os dias atuais. Em 2010 lançou seu primeiro álbum solo, The Rise and Fall of Beeshop.

## Vida pessoal
Lucas é casado com a skatista Karen Jonz. O casal tem uma filha, Sky Jonz Silveira, que nasceu em janeiro de 2016.

## Biografia

### 1999-presente: Carreira com Fresno
Nascido em Fortaleza, mas criado em Porto Alegre, é um dos líderes, guitarrista e vocalista da Fresno, banda há 20 anos na música brasileira. Em 1999, Lucas se juntou com um grupo de amigos, para formar a banda Fresno, onde assumiu os vocais, ainda quando estavam no ensino médio. Depois de algumas apresentações em festivais do colégio (Pastor Dohms) onde estudavam, a banda começou a usar a internet para divulgar seus primeiros trabalhos. Em 2001 gravaram a primeira demo: O Acaso do Erro. Em 2003 lançaram o primeiro álbum independente: Quarto dos Livros, que ficou famoso pelas canções Teu Semblante e Desde Já. Em 2004 veio o segundo álbum de estúdio da banda: O Rio, a Cidade, a Árvore, de onde saiu o single Duas Lágrimas. Em 2006, a banda lançou o terceiro álbum, por uma gravadora independente: Ciano, que ficou conhecido em toda a internet, e de onde vieram os singles Quebre as Correntes e Alguém que te Faz Sorrir. Em 2007 o grupo lançou o álbum MTV Ao Vivo 5 Bandas de Rock, junto com outras bandas como Forfun, Nx Zero, Hateen e Moptop, assinando com a Universal Music como distribuidora, sem se desvincular de sua gravadora independente.

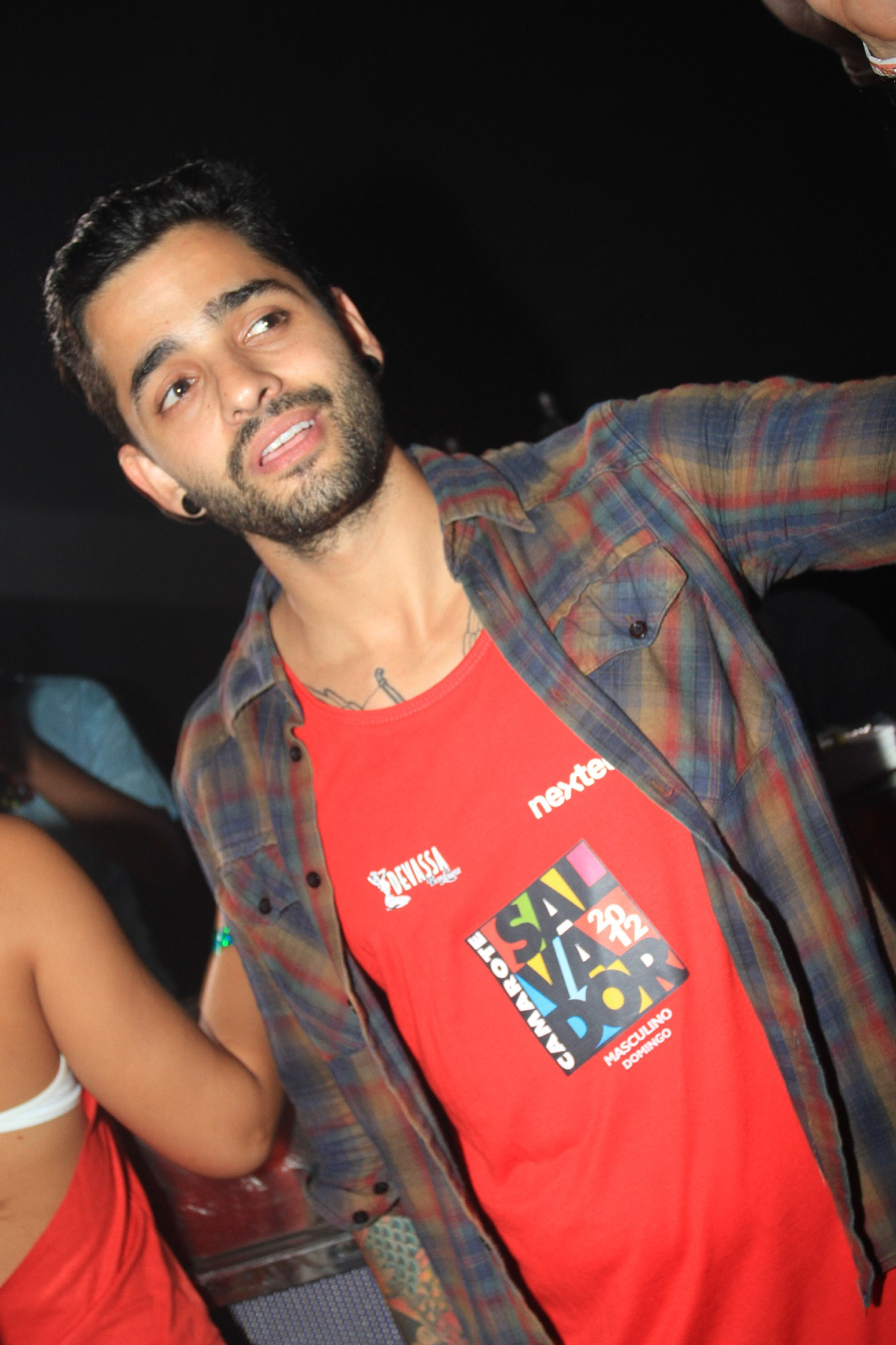
Lucas Silveira (2012)

Em 2008, o grupo lançou o primeiro álbum de grande exposição, sendo o quinto na carreira, chamado Redenção, mesclando pop e hardcore. Em 2009, a banda continuou em ascensão, conquistando importantes prêmios em nível nacional, como Artista do Ano no Prêmio Multishow, Melhor Banda Pop e Artista do Ano no Video Music Brasil (VMB) da MTV. Além disso, houve também coroações individuais no Video Music Brasil para Lucas, como melhor vocalista e para Tavares, como melhor baixista. Em 2010, o grupo lançou o sexto álbum, intitulado Revanche, para a grande maioria dos fãs o melhor álbum da banda. No final de 2011, a banda lançou um EP Cemitério das Boas Intenções, com apenas quatro faixas. O EP marca o fim do relacionamento do grupo com o empresário Rick Bonadio e explicita o rompimento estético com a sonoridade proposta pelo mainstream vigente. 
Meses após o lançamento do Cemitério, o baixista Rodrigo Tavares decide deixar a banda, fazendo recair novamente sobre Lucas a responsabilidade pelas composições, então divida entre os dois entre 2008 e 2012. 'Infinito' é lançado no final de 2012 e é o primeiro álbum da Fresno com a produção de Lucas. Os clipes para as faixas 'Infinito' e 'Maior Que as Muralhas' dão dimensão ao lançamento e levam a banda a vencer o EMA (Europe Music Awards) na categoria Latin American Act. 
Em 2014, o EP 'Eu Sou a Maré Viva' recebe bastante atenção da mídia, principalmente por conta da faixa 'Manifesto', que conta com vocais de Emicida e Lenine. A turnê deste EP serviu como esqueleto para o setlist de XV Anos Ao Vivo, primeiro DVD de show da banda, lançado pela Sony Music do Brasil. Após extensa turnê, chega a vez de voltar ao estúdio para produzir 'A Sinfonia de Tudo Que Há', também produzido por Lucas. Com arranjos orquestrados em quase todas as músicas (compostos e regidos por Lucas Lima, assim como em 'Infinito' e 'Eu Sou a Maré Viva), o álbum se destacou principalmente pela faixa 'Hoje Sou Trovão', parceria com Caetano Veloso. O álbum teve boa repercussão, embora modesta se comparado a outros lançamentos da banda. 
Em 2019, Lucas assina um contrato de composição com a editora BMG, que passa a representar o catálogo de Lucas mundialmente. Essa aproximação resulta na assinatura da própria Fresno com o recém inaugurado selo BMG, para o lançamento de "Sua Alegria Foi Cancelada', oitavo álbum de estúdio da Fresno, que vinha sendo produzido desde o ano anterior, em sessões esporádicas no estúdio de Lucas, Dark Matter Music. 

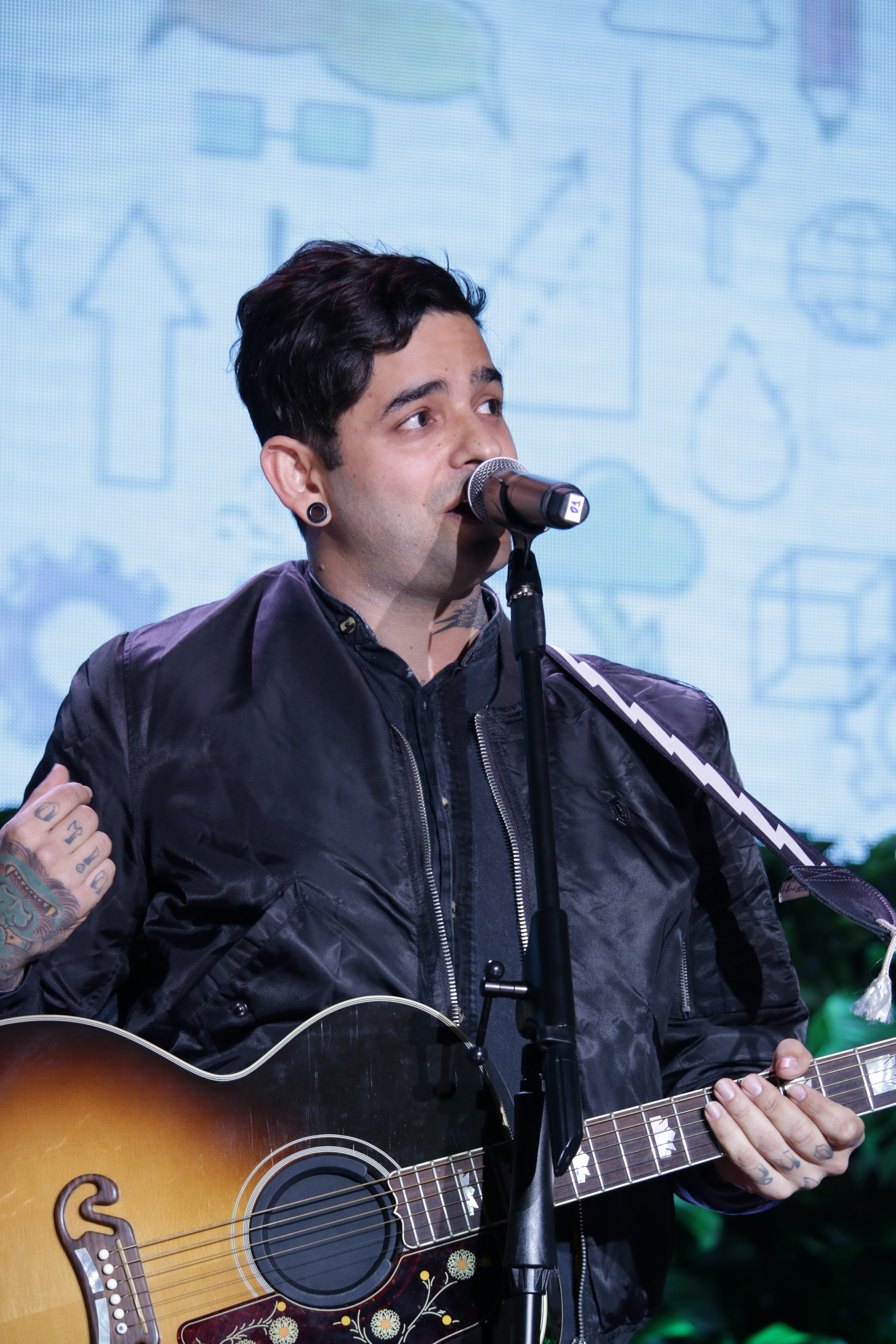
Lucas Silveira (2017)

Em 5 de julho de 2019, após forte campanha em mídias sociais e alarde na imprensa, é lançado 'Sua Alegria Foi Cancelada', marcando a volta da banda a uma gravadora major, mas com total liberdade criativa para Lucas.

### 2008-presente: Projetos Paralelos
Em meados de 2006, Lucas Silveira criou um projeto solo chamado Beeshop, com músicas com sentimentos pessoais, que apresentam diferenças em relação à banda Fresno. As músicas tinham grandes influências das bandas Copeland e Dashboard Confessional, das quais até fez covers. Em 2008, lançou seu primeiro clipe, Mr. Confusion, que gerou muito sucesso. Também já teve um EP de grande expressão chamado The Really Really I'm Sorry, mas não chegou a ser materializado. Em 2010 foi lançado seu primeiro CD, já contratado por uma grande gravadora (Universal Music), o The Rise and Fall of Beeshop. Com raízes no gênero old school, e letras que falam sobre amor, decepções amorosas e cotidiano, todas cantadas em inglês e com musicalidade muito variada.
Em 2011, lançou apenas na internet, um projeto de música eletrônica chamado SIRsir, com o álbum Cosmic Sans. Lucas deixou claro que não é DJ e disse que não pretendia lançar nenhum CD, embora tenha lançado um EP pela BugEyed Records. Foram lançadas no SoundCloud algumas músicas, entre elas remixes de outras músicas, como Psychosocial do Slipknot e Hot Mess do Chromeo, além de composições próprias. Segundo Lucas, o Beeshop entrará em uma espécie de "hiato" por conta da atenção que está dando ao SIRsir, mas que ainda pretende lançar coisas "bem loucas". Também lançou um projeto chamado Visconde, que possui muitas visualizações no SoundCloud. Visconde se caracteriza pela produção minimalista e estética lo-fi. Com o sucesso deste projeto no SoundCloud, muitas músicas acabaram ganhando lugar em álbuns da Fresno, como 'O Ar', 'Seis', e 'Vida'.
Em 2015, participou da canção "Trono de Estudar", composta por Dani Black em apoio aos estudantes que se articularam contra o projeto de reorganização escolar do governo estadual de São Paulo. A faixa teve a participação de outros 17 artistas brasileiros: Chico Buarque, Arnaldo Antunes (ex-Titãs), Tiê, Dado Villa-Lobos (Legião Urbana), Paulo Miklos (Titãs), Tiago Iorc, Filipe Catto, Zélia Duncan, Pedro Luís (Pedro Luís & A Parede), Fernando Anitelli (O Teatro Mágico), André Whoong, Lucas Santtana, Miranda Kassin, Tetê Espíndola, Helio Flanders (Vanguart), Felipe Roseno e Xuxa Levy.
Ainda em 2015, Lucas Silveira publicou, pela editora Dublinense, o livro intitulado "Eu não sei lidar". 
2016 viu o lançamento de 'The Life and Death of Beeshop', segundo álbum sob a alcunha, através do selo Hearts Bleed Blue. Com textura mais suja e experimental, o disco teve pouca tração com o grande público, embora faixas como 'We Dance Like Idiots' e 'Planets Align' tenham entrado em grandes playlists do Spotify. 
Em 2017, ao lado de Karen Jonz, sua esposa, lançou o projeto Kyber Krystals, que supriu o vácuo pop deixado pelo Beeshop. 'The Sound (This is Who We Are) ficou no topo das faixas virais do Spotify durante dez dias e hoje contabiliza mais de três milhões de plays na plataforma. O duo seguiu com uma taxa alta de lançamento de singles, todos produzidos no estúdio de Lucas, até o hiato anunciado em 2019 para que Lucas se dedicasse à finalização de 'Sua Alegria Foi Cancelada', oitavo álbum de estúdio da Fresno.
Em 2018, como Diamant, Lucas lançou uma música em parceria com o guitarrista de jazz Daniel Santiago. 'Fever' tem sonoridade pop alternativa e conta com diversas camadas de sintetizadores e vozes cheias de efeitos digitais. Beeshop também deu as caras em 2018, com o lançamento de três singles 'Would You Take It?', 'Millenials' e 'I Don't Wanna Wait (Pearl)', que, segundo Lucas, farão parte de um novo álbum solo planejado para 2020.

## Prêmios
- 2007: VMB - Video Music Brasil 2007 - Banda Revelação (Fresno)
- 2009: Prêmio Multishow de Música Brasileira 2009 - Melhor Grupo (Fresno)
- 2009:VMB - Video Music Brasil 2009 - Vocalista do Ano
- 2009: VMB - Video Music Brasil 2009 - Melhor Artista POP
- 2009: VMB - Video Music Brasil 2009 - Artista do Ano

| Ano  | Prêmio        | Categoria       | Indicação                  | Resultado |
| ---- | ------------- | --------------- | -------------------------- | --------- |
| 2021 | TikTok Awards | Hitou no TikTok | Pagina do cantor no TikTok | Indicado  |

## Discografia

### Discografia solo
- Músicas Que Fiz Na Twitch - EP (2020)
- Soundtrack for an Anime That Never Existed - EP (com Hatsune Miku) (2020)

### Discografia com Beeshop
- The Really Really I'm Sorry EP (2008)
- The Rise and Fall of Beeshop (2010)
- The Life and Death of Beeshop (2016)

### Discografia com SIRsir
- Immortalizer EP (2011)
- Cosmic Sans (2013)

### Discografia com Visconde
- Visconde (2011)
- Amaré (Trilha Original do Filme) (2018)
- Ls Piano 01 - EP (2020)
- Ao Vivo, ao Piano - EP (2020)

### Como Produtor
- Sonora, Capital Inicial (2018)
- CUTE BUT (still) PSYCHO, Manu Gavassi (2019)
- Deve Ser Horrível Dormir Sem Mim, Manu Gavassi e Gloria Groove (2020)
- Eu Nunca Fui Tão Sozinha Assim, Manu Gavassi e Voyou (2021)

### Singles
| Ano  | Single                  | Charts      | Charts         | Charts    | Charts        | Álbum                          |
| Ano  | Single                  | BRA Hot 100 | BRA Hit Parade | BRA Bill. | BRA Bill. Pop | Álbum                          |
| ---- | ----------------------- | ----------- | -------------- | --------- | ------------- | ------------------------------ |
| 2008 | "Mr. Confusion"         | -           | -              | -         | -             | The Really Really I'm Sorry EP |
| 2010 | "Come And Go"           | 62          | 20             | 84        | 70            | The Rise And Fall Of Beeshop   |
| 2011 | "Down"                  | -           | 10             | -         | -             | Immortalizer EP                |
| 2012 | "Suicide Girl"          | -           | -              | -         | -             | SIRsir vs. Beeshop             |
| 2016 | "Território do Incomum" | -           | -              | -         | -             | single sem álbum               |